# عملية أغاثا
عملية أغاثا (السبت 29 يونيو 1946) التي تسمى أحيانًا الشبات الأسود (بالعبرية: השבת השחורה) أو السبت الأسود لأنها بدأت خلال يوم الشبات اليهودي، هي عمليات شرطة وعمليات عسكرية قامت بها قوات الانتداب البريطاني في فلسطين. بحث الجنود والشرطة عن الأسلحة واعتقلوا الناس في القدس وتل أبيب وحيفا، هاجمت الوكالة اليهودية أيضًا عشرات المستوطنات الأخرى. بلغ العدد الإجمالي لقوات الأمن البريطانية المعنية 10 آلاف و17000 و25000. قُبض على حوالي 2700 شخص، من بينهم موشيه شاريت الذي أصبح رئيس الوزراء الإسرائيلي لاحقًا. كان الغرض المعلن عنه رسميًا من العملية هو إنهاء «حالة الفوضى» الموجودة في فلسطين. تضمنت الأهداف الأخرى الحصول على دليل وثائقي على موافقة الوكالة اليهودية على عمليات التخريب التي قام بها البلماح والتحالف بين الهاجاناه وليحي (عصابة شتيرن) وإرغون وتدمير القوة العسكرية لهاجاناه وتعزيز معنويات الجيش ومنع الانقلاب العسكري المحضر له من قبل ليحي وإرغون.

## الخلفية
شهد 16 يونيو 1946 «عملية ليل الجسور»، عندما فجرت قوات البلماح ثمانية جسور طرق وسكك حديدية تربط فلسطين بالدول المجاورة. هاجمت قوات ليحي ورشات السكك الحديدية في حيفا في 17 يونيو. اختطف الإرغون بعد ذلك بوقت قصير ستة ضباط بريطانيين. نجا أحد الضباط في ما بعد وأُطلق سراح اثنين آخرين. أعلن الإرغون أنه لن يُطلق سراح الضباط الباقين إلا بمقابل تخفيف أحكام الإعدام بحق عضوين من إرغون.
أراد الجيش البريطاني لعدة أشهر القيام بعمل عسكري ضد المنظمات السرية الصهيونية، ولكن المفوض السامي آلان كننغهام منع الأمر إذ عارض بشكل خاص أيضًا العمل العسكري ضد الوكالة اليهودية. غيّر كننغهام رأيه بعد «ليل الجسور» وتوجه إلى لندن من أجل لقاء مجلس الوزراء البريطاني وقائد فيلق الجيش المشير برنارد مونتغمري في لندن. وضع مونتغمري خطة عملية أغاثا وقبِلها كننغهام مترددًا، على أمل أنه مع ضبط الصهيونية المتشددة، سيُفتح الطريق من أجل التوصل إلى تسوية سياسية مع القادة الأكثر اعتدالًا (والمؤيدين لبريطانيا) مثل حاييم فايتسمان. قال كننغهام في بث إذاعي خلال العملية: «(الاعتقالات) ليست موجهة ضد الجالية اليهودية بشكل كلي ولكن فقط ضد أولئك القلة المشاركين بنشاط في حملة العنف الحالية وأولئك المسؤولين عن تحريضها وتوجيهها».
حدد رئيس الأمانة السير جون شو الهدف الرسمي للعملية في مؤتمر صحفي بالقدس قال فيه: «صُرح بعمليات واسعة النطاق في محاولة من أجل إنهاء حالة الفوضى القائمة في فلسطين وتمكين المواطنين الملتزمين بالقانون. من أجل متابعة مهنهم العادية دون خوف من الاختطاف أو القتل أو التفجير». وافق شاو على العملية، اعتقادًا منه بأنه يتعين على البريطانيين إنهاء الوضع الحالي إما بتقسيم فلسطين إلى دولتين يهودية وعربية، أو إقصاء الوكالة اليهودية التي دعمت سرًا أعمال المنظمات العسكرية الصهيونية السرية.
كان الهدف الأساسي واحدًا من بين عدد من الأهداف الأخرى، أحدها الحصول على دليل موثق على موافقة الوكالة اليهودية على عمليات التخريب من قبل قوات البلماح والتحالف بين الهاجاناه وليحي وإرغون والقيام بأعمال عنف. وجد هدف آخر هو منع حدوث انقلاب. في يونيو، التقى أعضاء من السلطة التنفيذية للوكالة اليهودية والقيادة العليا للهاجاناه مع مندوبي الإرغون وليحي، إذ أعلن الأخير -وفقًا للمخابرات- عن نيتهم في مطالبة ييشوف بالمشاركة في انقلاب «من أجل الإعلان عن دولة يهودية مستقبلية وقطع كل العلاقات مع الإدارة الفلسطينية الحالية». كان هناك هدف آخر في أعقاب «ليل الجسور»، وهو كسر قوة الهاجاناه العسكرية. نظرًا لتواطؤ الهاجاناه مع ليحي وإرغون، فقد اعتقدت السلطات البريطانية عن طريق الخطأ أن هذا ضروري أيضًا لأن الهاجاناه قد تتعاون مع انقلاب إرغون وليحي المحتمل. أخيرًا، ذكر مونتغمري أن العملية كانت ضرورية من أجل تعزيز الروح المعنوية للجيش.

## العملية
بدأت عملية أغاثا في 29 يونيو واستمرت حتى 1 يوليو. فُرض حظر التجول في جميع أنحاء فلسطين، وطوقت الطائرات الطائرة في الأجواء المنخفضة القدس وأُغلقت حواجز الطرق وتوقفت حركة القطارات وأُجلي الركاب وروفقوا إلى منازلهم. كانت هناك حاجة إلى تراخيص خاصة من أجل تشغيل مركبات الطوارئ. داهمت القوات البريطانية والشرطة البريطانية مقر الوكالة اليهودية في القدس، ومكتب الوكالة اليهودية في تل أبيب، والمؤسسات اليهودية الأخرى مثل المنظمة النسائية الدولية الصهيونية والهستدروت. فُتش ما مجموعه 27 مستوطنة يهودية في فلسطين، مارس سكان هذه المستوطنات عدة مرات مقاومة شرسة ضد القوات. قتل أربعة يهود يقاومون عمليات التفتيش البريطانية. نُفذت اعتقالات جماعية للزعماء اليهود وأعضاء الهاجاناه. أُلقي القبض على ما مجموعه 2718 شخصًا، من بينهم أربعة أعضاء في الوكالة التنفيذية للوكالة اليهودية، وسبعة من ضباط الهاجاناه، وما يقارب نصف القوة القتالية للبلماح. ومع ذلك، وبسبب تحذير من المخابرات الهاجانية، تمكن معظم قادة الهاجاناه من تجنب الاعتقال.
كشفت عمليات البحث في المستوطنات اليهودية عن 15 مخبأ للأسلحة، بما في ذلك واحدة من ترسانات الهاجاناه المركزية الثلاث في كيبوتس ياجور، إذ صودرت أكثر من 300 بندقية وحوالي 100 قذيفة هاون قياس 2 بوصة وأكثر من 400,000 رصاصة ونحو 5000 قنبلة يدوية و78 بندقية. عُرضت الأسلحة في مؤتمر صحفي وقُبض على جميع رجال ياجور.
أثارت عملية أغاثا أصداء الهولوكوست في أذهان الكثير من الناس. مزقت النساء ملابسهن من أجل إظهار الوشوم في معسكرات الاعتقال. كانت هناك حوادث لأشخاص في المستوطنات جُمعوا في أقفاص بينما كانوا يصرخون أن هذا ما فعله النازيون. وأدت أقلية من بين القوات البريطانية إلى تفاقم الوضع من خلال الصراخ «يحيا هتلر».

## العواقب والتبعات
بعد انتهاء عملية أغاثا، أُطلق سراح الضباط البريطانيين المختطفين، وخفف المفوض السامي آلان كننغهام أحكام الإعدام الصادرة بحق أعضاء إرغون إلى السجن المؤبد.
مُنع الهاجاناه من الاستمرار بالعمليات المعادية لبريطانيا. ومع ذلك، فإن الجماعات الأكثر تطرفًا، ليحي (عصابة شتيرن) وإرغون، برئاسة رئيس الوزراء المستقبلي مناحيم بيغن، واصلت بل وكثفت هجماتها.على وجه التحديد، انتقم الإرغون من عملية أغاثا عن طريق قصف الجناح الجنوبي لفندق الملك داود، الذي كان مقرًا للحكومة البريطانية في فلسطين. أحد أسباب قصف الجناح الجنوبي هو أن هذا هو المكان الذي يفترض أن البريطانيين أخذوا الوثائق من الوكالة اليهودية.